# 拉沙佩勒讷沃
拉沙佩勒讷沃（法語：La Chapelle-Neuve，法語發音：[la ʃapɛl nœv]，意为“新的小圣堂”）是法国莫尔比昂省的一个市镇，属于蓬蒂维区。

## 地理
拉沙佩勒讷沃（47°51'53"N, 2°56'35"W）面积21.87 平方千米，位于法国布列塔尼大區莫尔比昂省，该省份为法国西北部沿海省份，位于布列塔尼半岛南部，北起阿摩尔滨海省、西接菲尼斯泰尔省，南濒大西洋，东南接大西洋卢瓦尔省，东临伊勒-维莱讷省。
与拉沙佩勒讷沃接壤的市镇（或旧市镇、城区）包括：普吕姆兰、穆斯图瓦尔阿克、布朗迪维、普吕维涅、卡莫尔、博镇、盖南。

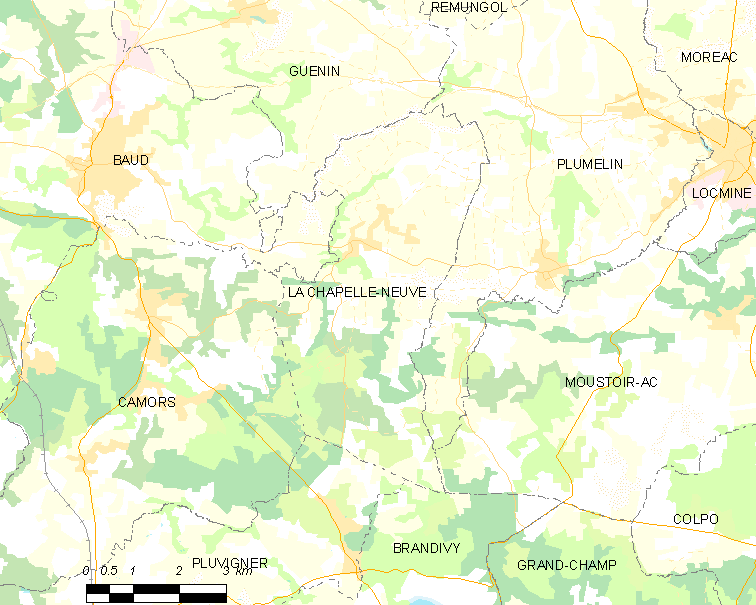
拉沙佩勒讷沃的OSM定位图

拉沙佩勒讷沃的时区为UTC+01:00、UTC+02:00（夏令时）。

## 行政
拉沙佩勒讷沃的邮政编码为56500，INSEE市镇编码为56039。

## 政治
拉沙佩勒讷沃所属的省级选区为格朗尚县。

## 人口

1962-2008年间拉沙佩勒讷沃人口变化图示

拉沙佩勒讷沃于2022年1月1日时的人口数量为1002人。